# Urdaneta (canton)
Pour les articles homonymes, voir Urdaneta.
Urdaneta est un canton d'Équateur situé dans la province de Los Ríos.